# Abdulraham Al Yaqoobi
Abdulraham Al Yaqoobi, né le 9 août 1994, est un coureur cycliste omanais.

## Biographie
En 2022, Abdulraham Al Yaqoobi termine deuxième du championnat d'Oman du contre-la-montre. Il représente également son pays aux Jeux de la solidarité islamique. La même année, il fait partie des cyclistes omanais sélectionnés pour participer au Tour d'Oman, une première à ce niveau. 
En janvier 2024, il devient champion national de l'épreuve chronométrée,. 

## Palmarès et résultats

### Palmarès par année
- 2021
  - OCA Race
  - 2e du championnat d'Oman du contre-la-montre
- 2024
  -  Champion d'Oman du contre-la-montre

### Classements mondiaux
| Année         | 2022 |
| ------------- | ---- |
| UCI Asia Tour | 129e |